# Jijia
Jijia (rumænsk udtale: [ˈʒiʒia], ukrainsk: Жижія) er en flod der løber  i Ukraine og Moldavien-regionen i Rumænien, en højre biflod til Prut. Den udspringer  i Ukraine i en højde af 410 meter over havet, løber sydpå i distriktet Botoșani gennem byen Dorohoi og møder Prut i Gorban, distriktet Iași. Den har en længde på 287 km, hvoraf de 275 km er i Rumænien, og et afvandingsområde på omkring 5.770 km2, hvoraf 5.757  km2 er i Rumænien. Vigtigste bifloder er floderne Sitna, Miletin og Bahlui.

## Bifloder
Følgende floder er bifloder til floden Jijia (fra kilden til udmundingen):
- Fra venstre: Tinca, Pârâul lui Martin, Bezerc, Putreda, Tălpeni, Săvescu, Ibăneasa, Ghițălăria, Buzunosu, Găinăria, Guranda, Gard, Mihăiasa, Ciornohal, Glăvănești, Iepureni, Hărbărău, Puturosul, Pop, Frasin.
- Fra højre: Buhai, La Iazul cel Mare, Părul, Valea Iazurilor, Lunca, Drâslea, Sitna, Aluza, Miletin, Jijioara, Jirinca, Bahlui, Tamarca, Comarna, Covasna